# James Braddock
James Walter Braddock (ur. 7 czerwca 1905 w Nowym Jorku, zm. 29 listopada 1974 w North Bergen w stanie New Jersey) – amerykański pięściarz, mistrz świata wagi ciężkiej od 1935 do 1937 roku.

## Kariera
Karierę amatorską miał krótką, stoczył tylko 13 pojedynków – 9 wygranych (z tego 8 przez KO) i 4 przegrane. Przeszedł na zawodowstwo w wieku 21 lat, walcząc w wadze półciężkiej. Po trzech latach jego wynik to 44-2-2 w tym 21 zwycięstw przez nokaut. 
W 1928 roku wywołał duże zaskoczenie nokautując pretendenta do tytułu Tuffiego Griffithsa. Następnego roku otrzymał szansę walki o mistrzostwo, lecz nieznacznie przegrał w 15-rundowej walce, przez decyzję sędziowską z Tommym Loughranem. Braddock wskutek przegranej i kontuzji doznanej w walce (mocno uszkodził swoją prawą dłoń w kilku miejscach) wpadł w depresję. 
Jego rekord w kolejnych trzydziestu trzech walkach to 11-20-2. Jego rodzina popadła w biedę w wyniku wielkiego kryzysu, co było przyczyną rezygnacji z boksu i podjęcia pracy jako doker. Z powodu częstych kontuzji prawej dłoni, Braddock używał częściej lewej, dzięki czemu stała się ona silniejsza. 

### Baer vs. Braddock
W 1934 roku Braddock stoczył walkę z Johnem Griffinem. Pomimo że miała być to łatwa walka dla Griffina, został znokautowany przez Braddocka w trzeciej rundzie. Następnie Braddock stoczył walkę z Johnnym Henrym Lewisem (przyszłym mistrzem wagi półciężkiej) i wygrał jedną z najważniejszych walk w karierze. Po zwycięstwie nad kolejnym wysoko notowanym przeciwnikiem w wadze ciężkiej Artem Lasky'im, któremu złamał nos 22 marca 1935, Braddock otrzymał szansę stoczenia walki o mistrzostwo z mistrzem wagi ciężkiej, Maksem Baerem. 
Braddock został wybrany przez współpracowników Baera, ponieważ miał być to łatwy do pokonania przeciwnik. W zakładach przed walką obstawiano zwycięstwo Baera w stosunku 10:1. 13 czerwca 1935 roku na stadionie Madison Square Garden Bowl w Nowym Jorku Braddock wygrał walkę o tytuł jednogłośną decyzją sędziowską, sprawiając tym samym jedną z największych niespodzianek w historii boksu.
James Braddock cierpiał mocno z powodu problemów z artretyzmem w dłoniach spowodowanym wielokrotnymi urazami w trakcie kariery i w roku 1936 pojedynek o obronę tytułu przeciwko Maksowi Schmelingowi został odwołany.
W 2001 roku został wprowadzony do Międzynarodowej Galerii Sław Boksu.
W 2005 roku powstał film biograficzny Człowiek ringu (Cinderella Man) na podstawie życia Jamesa J. Braddocka. Główną rolę zagrał Russell Crowe.